# Lozon
Lozon foi uma comuna francesa na região administrativa da Normandia, no departamento Mancha. Estendia-se por uma área de 8,85 km². Em 2010 a comuna tinha 307 habitantes (densidade: 34,7 hab./km²).
Em 1 de janeiro de 2016, passou a formar parte da nova comuna de Marigny-Le-Lozon.